# Zhan Xugang
Zhan Xugang (* 15. Mai 1974 in Kaihua) ist ein ehemaliger chinesischer Gewichtheber und zweifacher Olympiasieger.

## Karriere
Seinen ersten Einsatz bei einer internationalen Meisterschaft hatte Zhan 1993 bei der Junioren-WM in Cheb, wo er im Leichtgewicht bis 70 kg mit einer Zweikampfleistung von 325,0 kg (145,0/ 180,0 kg) Gold gewann. 1994 konnte er dies bei seiner zweiten Juniorenweltmeisterschaft in Jakarta mit 327,5 kg (145,0/ 182,5 kg) wiederholen.
Ebenfalls 1994 wurde er in die Seniorennationalmannschaft Chinas aufgenommen und hatte noch im selben Jahr seinen ersten Auftritt bei einer Weltmeisterschaft. In Istanbul scheiterte er dreimal an seiner Anfangslast im Reißen von 145,0 kg und konnte im Stoßen lediglich seinen Erstversuch mit 180,0 kg einbringen. Bei der WM im darauffolgenden Jahr in Guangzhou konnte er mit 347,5 kg (157,5/ 190,0 kg) den ersten Platz vor Fedail Güler mit 345,0 kg und Ergun Batmaz mit 340,0 kg belegen. In den Einzeldisziplinen gewann Zhan jeweils Silber.
Diese Leistung konnte er zu den Olympischen Spielen 1996 in Atlanta erneut steigern und sicherte sich mit 357,5 kg (162,5/ 195,0 kg) im Zweikampf souverän die Goldmedaille. Der Zweitplatzierte Kim Myong-Nam Il hob mit 345,0 kg 12,5 kg weniger.
1997 startete Zhan bei der Weltmeisterschaft in Chiang Mai, wo er erneut Schwierigkeiten mit seiner Anfangslast im Reißen hatte und erst im Drittversuch gültige 157,5 kg einbringen konnte. Im Stoßen steigerte er von 190,0 kg über einen neuen Weltrekord von 195,5 auf 197,5 kg die Zweikampfgold bedeutet hätten, an denen er aber scheiterte. Er belegte mit 352,5 kg im Zweikampf somit den zweiten Platz hinter Slatan Wanew, der 355,0 kg hob.
Mit der Umstellung der Gewichtsklassen wechselte Zhan 1998 ins Mittelgewicht, das nun ein Limit von 77 kg hatte. Bei seiner ersten Weltmeisterschaft in der neuen Klasse in Lahti scheiterte Zhan an allen drei Reißversuchen und konnte im Stoßen erst im zweiten Anlauf seine Anfangslast von 200,0 kg bewältigen. An einer Steigerung auf 202,5 kg, welche Gold im Stoßen bedeutet hätten, scheiterte er ebenfalls. Sieger wurde Wanew mit 365,0 kg. Die Asienspiele 1998 konnte Zhan mit 355,0 kg (160,0/ 195,0 kg) vor dem Iraner Barkhah Mohammad Hossein und dem Kasachen Sergei Filimonow gewinnen.
Da zur WM 1999 in Athen der Großteil der Mittelgewichtler ihr Gewichtslimit bereits voll ausschöpften, war die Leistungsdichte hier höher als noch 1998. So genügten Zhans 365,0 kg (162,5/ 202,5 kg) dieses Jahr für den vierten Platz. Die drei Medaillengewinner Badr Salem Nayef, Viktor Mitrou und Plamen Scheljaskow erzielten jeweils 370,0 kg, lediglich das Körpergewicht entschied die Platzierung.
In Vorbereitung auf die Olympischen Spiele 2000 in Sydney gewann Zhan die Asienmeisterschaften desselben Jahres in Osaka, wo er mit einem Zweikampfergebnis von 365,0 kg (165,0/ 200,0 kg) souverän den ersten Platz belegte und sogar auf seine jeweiligen Drittversuche verzichten konnte. Zweiter wurde Filiminow mit 362,5 kg.
Obwohl er bei den Olympischen Spielen im Reißen ein weiteres Mal nur seinen Erstversuch mit 160,0 kg einbringen konnte und zweimal an 165,0 kg scheiterte, genügten zwei gültige Versuche im Stoßen mit 202,5 kg und 207,5 kg für den Gewinn seiner zweiten olympischen Goldmedaille. Auf den Drittversuch konnte Zhan verzichten, da alle Medaillenkandidaten bereits nach 202,5 kg das Stoßen beendet hatten, und somit nicht mehr die Möglichkeiten hatten seine Platzierung zu gefährden. Der Zweitplatzierte Mitrou erzielte ebenfalls 367,5 kg (165,0/ 202,5 kg), war aber schwerer.
Nach einer mehrjährigen Wettkampfpause auf der internationalen Bühne, trat Zhan erstmals 2003 wieder zur Weltmeisterschaft in Vancouver an. Hier konnte er im Reißen nur einen gültigen Versuch mit 155,0 kg einbringen und scheiterte im Stoßen dreimal an 195,0 kg, womit er unplatziert blieb. Sieger wurde der Iraner Mejad mit 357,5 kg.
Die Asienmeisterschaften im olympischen Jahr 2004 in Almaty beendete Zhan mit 350,0 kg als Dritter hinter Filiminow mit 370,0 kg und seinem Landsmann Li Hongli mit 360,0 kg. Trotzdem wurde Zhan anstelle von Li für die Olympischen Spiele in Athen nominiert. Hier scheiterte er dreimal an seiner Anfangslast im Reißen von 157,5 kg und schied somit aus dem Wettkampf aus. Dies stellte den letzten Wettkampf Zhans dar.
Trotz seiner 11 Jahre dauernden internationalen Karriere und obwohl Zhan in eine Vielzahl von Wettkämpfen als Mitfavorit ging, blieb er hinsichtlich der Erfolge weit unter seinen Möglichkeiten. Dies lag vor allem an seiner Inkonsistenz. So brachte er allein bei vier wichtigen internationalen Meisterschaften in einer der beiden Teildisziplinen keinen einzigen gültigen Versuch ein und scheiterte statistisch gesehen fast jedes zweite Mal an seiner Einstiegslast.
Zhan konnte während seiner Karriere vier Weltrekorde im Leicht- sowie einen Weltrekord im Mittelgewicht aufstellen.

## Sonstiges
- Zhan wirkte in einem Spot der Organisation WildAid mit, wo für den Schutz von Tigern eintritt.[2]

## Persönliche Bestleistungen
- Reißen: 165,0 kg in der Klasse bis 77 kg bei den Asienmeisterschaften 2000 in Osaka
- Stoßen: 207,5 kg in der Klasse bis 77 kg bei den Olympischen Spielen 2000 in Sydney
- Zweikampf: 367,5 kg (160,0/ 207,5 kg) in der Klasse bis 77 bei den Olympischen Spielen 2000 in Sydney